# Arctosa tbilisiensis
Arctosa tbilisiensis este o specie de păianjeni din genul Arctosa, familia Lycosidae, descrisă de Mcheidze, 1946. Conform Catalogue of Life specia Arctosa tbilisiensis nu are subspecii cunoscute.